# Ікер Браво
Ікер Браво Соланілья (ісп. Iker Bravo Solanilla, нар. 13 січня 2005, Сан-Кугат-дал-Бальєс, Іспанія) — фспанський футболіст, нападник італійського клубу «Удінезе».

## Ігрова кар'єра

### Клубна
Ще у ранньому віці Ікер Браво був замічений скаутами «Барселони» і займався в клубній академії. В липні 2021 року футболіст підписав контракт з німецьким клубом «Баєр 04». 27 жовтня 2021 року Браво дебютував на професійному рівні, вийшовши на заміну у матчі Кубку Німеччини проти «Карлсруе». У віці 16 років 9 місяців і 15 днів Ікер став наймолодшим дебютантом в історії «Баєра», перевершивши рекорд, який раніше встановив Флоріан Віртц. 7 листопада 2021 року Браво зіграв свій перший матч в чемпіонаті Німеччини проти берлінської «Герти» і на деякий час став другим наймолодшим дебютантом Бундесліги та наймолодшим гравцем в історії «Баєра», поки в тому ж матчі його не обійшов одноклубник Зідан Сертдемір.
У серпні 2022 року Ікер Браво відправився в річну оренду до мадридського «Реала», де був оформлений в дублюючий склад клубу — «Реал Мадрид Кастилья». 4 вересня Браво отримав виклик до першої команди на матч Ліги чемпіонів проти шотландського «Селтіка».
В червні 2024 року Браво повернувся до «Баєра», а вже в липні підписав чотирирічний контракт з італійським клубом «Удінезе».

### Збірна
З 2019 року Ікер Браво захищає кольори юнацьких збірних Іспанії.

## Титули
Іспанія (U-19)
 Чемпіон Європи: 2024